# Виейра, Дуглас
Дуглас Эдуарду Виейра (порт. Douglas Eduardo Vieira, р. 17 июня 1960) — бразильский дзюдоист, призёр Олимпийских игр.

## Биография
Родился в 1960 году в Лондрине. Выступал в полутяжёлой весовой категории (до 95 кг). В 1984 году на Олимпийских играх в Лос-Анджелесе стал обладателем серебряной медали в весовой категории до 95 кг.